# Zenone di Sidone
Zenone di Sidone (in greco antico: Ζήνων?, Zénōn; Sidone, 150 a.C. – Atene?, 75 a.C.) è stato un filosofo greco antico epicureo.

## Biografia
Zenone fu capo della scuola epicurea ad Atene e maestro di Filodemo, nonché di Cicerone, che nel De natura deorum afferma che Zenone disdegnava gli altri filosofi e che aveva definito Socrate «il buffone dell'Attica». Tuttavia, sia Cicerone sia Diogene Laerzio scrivono di Zenone con rispetto, descrivendolo come un pensatore brillante e attento.

## Opere
Zenone scrisse numerose opere, tutte perdute. Si occupò di logica, scrivendo un De signis (perduto e che fu ripreso dall'allievo Filodemo), influenzato dal probabilismo di Carneade. Si sarebbe, inoltre, occupato di matematica, scrivendo un trattato Sulla geometria violentemente confutato da Posidonio.. Avrebbe scritto anche Sui costumi e tipi di vita.